# Al Lucas
Albert B. „Al“ Lucas (* 16. November 1916 in Windsor, Ontario; † 19. Juli 1983 in New York City) war ein kanadischer Jazz-Bassist des Swing.

## Leben und Wirken
Al Lucas’ Mutter war Konzertpianistin; von ihr bekam er Unterricht als Kind, mit zwölf Jahren wechselte er zum Bass und zur Tuba. Sechzehnjährig zog Lucas nach New York City, wo er bei Kaiser Marshall spielte, dann im Ace Harris Sunset Royal Orchestra von 1933 bis 1942. Dann arbeitete er bei Hot Lips Page, Coleman Hawkins und Eddie Heywood 1944/45, bevor er Mitglied des Trios von Mary Lou Williams (Zodiac Suite 1945) und dann des Orchesters von Duke Ellington (1945/46) wurde, mit dem er auch 1956 auftrat. Er wirkte auch sonst an zahlreichen Schallplattenaufnahmen mit, etwa bei James P. Johnson, J. J. Johnson, Ben Webster, Erroll Garner und Eddie South. Von 1947 bis 1953 ging er mit Illinois Jacquet auf Tourneen, 1954–56 spielte er erneut mit Heywood. 1957 arbeitete er in Cootie Williams’ Savoy Ballroom Orchestra, 1958 mit den 7th Ave. Stompers mit Emmett Berry, Vic Dickenson, Joe Wilder und Buster Bailey. Außerdem nahm er mit Ruby Braff, Charlie Byrd und Teddy Wilson auf, an dessen Trioalbum The Impeccable Mr. Wilson er beteiligt war. Später arbeitete Lucas vorwiegend als Studiomusiker und trat nur noch gelegentlich im Jazzumfeld auf. So wirkte er 1961 an Leo Parkers Album Rollin’ with Leo und 1963 an Sonny Stitts Album Salt & Pepper mit.